# Чемпионат мира по плаванию в ластах 2015
18-й чемпионат мира по плаванию в ластах прошёл с 15 по 22 июля 2015 года в китайском Яньтае.

## Распределение наград
*   Хозяин турнира
| Место | Страна           | Золото | Серебро | Бронза | Всего |
| ----- | ---------------- | ------ | ------- | ------ | ----- |
| 1     | Россия           | 7      | 12      | 9      | 28    |
| 2     | Республика Корея | 6      | 7       | 3      | 16    |
| 3     | Китай*           | 5      | 5       | 3      | 13    |
| 4     | Венгрия          | 3      | 0       | 1      | 4     |
| 5     | Украина          | 2      | 3       | 6      | 11    |
| 6     | Колумбия         | 2      | 1       | 2      | 5     |
| 7     | Германия         | 2      | 1       | 1      | 4     |
| 8     | Италия           | 2      | 0       | 4      | 6     |
| 9     | Греция           | 1      | 1       | 0      | 2     |
| 10    | Франция          | 1      | 0       | 0      | 1     |
| 11    | Беларусь         | 0      | 1       | 0      | 1     |
| 12    | Чехия            | 0      | 0       | 1      | 1     |
| 12    | Эстония          | 0      | 0       | 1      | 1     |
| Всего | Всего            | 31     | 31      | 31     | 93    |

## Медалисты

### Мужчины
| Дисциплина                  | Золото                                                                     | Золото     | Серебро                                                                      | Серебро  | Бронза                                                                         | Бронза   |
| --------------------------- | -------------------------------------------------------------------------- | ---------- | ---------------------------------------------------------------------------- | -------- | ------------------------------------------------------------------------------ | -------- |
| 50 м в ластах               | Маурисио Фернандес · Колумбия                                              | 15.42      | Алексей Казанцев · Россия                                                    | 15.44    | Павел Кабанов · Россия                                                         | 15.44    |
| 100 м в ластах              | Ли Кванхо · Республика Корея                                               | 35.35      | Алексей Казанцев · Россия                                                    | 35.38    | Мальте Штриглер · Германия                                                     | 35.48    |
| 200 м в ластах              | Хуан Фернандо Окампо Лосада · Колумбия                                     | 1:19.54 WR | Макс Лаушус · Германия                                                       | 1:21.07  | Евгений Степанчук · Украина                                                    | 1:21.29  |
| 400 м в ластах              | Стефано Фиджини · Италия                                                   | 02:57.91   | Христос Христофоридис · Греция                                               | 02:58.11 | Дмитрий Журман · Россия                                                        | 02:58.81 |
| 800 м в ластах              | Христос Христофоридис · Греция                                             | 6:18.06    | Александр Одиноков · Украина                                                 | 6:19.20  | Юн Ён Джун · Республика Корея                                                  | 6:20.57  |
| 1500 м в ластах             | Александр Одиноков · Украина                                               | 12:26.94   | Квон Хёк Мин · Республика Корея                                              | 12:27.31 | Давид Де Челье · Италия                                                        | 12:34.37 |
| 50 м в классических ластах  | Дмитрий Серяков · Россия                                                   | 19.28      | Виктор Кондратьев · Россия                                                   | 19.44    | Якуб Яролим · Чехия                                                            | 19.68    |
| 100 м в классических ластах | Сергей Селезнёв · Россия                                                   | 42.32 WR   | Дмитрий Гаврилов · Беларусь                                                  | 42.35    | Дмитрий Серяков · Россия                                                       | 42.58    |
| 200 м в классических ластах | Клемент Бекк · Франция                                                     | 1:35.99    | Михаил Лапшин · Россия                                                       | 1:36.17  | Андреа Пегараро · Италия                                                       | 1:37.69  |
| 50 м в ластах, ныряние      | Павел Кабанов · Россия                                                     | 13.97      | Ким Та Кун · Республика Корея                                                | 14.05    | Ли Кван Хо · Республика Корея                                                  | 14.12    |
| 100 м с аквалангом          | Ким Та Кун · Республика Корея                                              | 31.72      | Женбо Тонг · Китай                                                           | 32.24    | Маурисио Фернандес · Колумбия                                                  | 32.32    |
| 400 м с аквалангом          | Женбо Тонг · Китай                                                         | 2:43.97    | Юн Ён Джун · Республика Корея                                                | 2:45.97  | Денис Грубник · Украина                                                        | 2:46.16  |
| Эстафета 4×100 м в ластах   | Макс Пошарт · Ян Малковски · Флориан Критцлер · Мальте Штриглер · Германия | 02:19.59   | Павел Кабанов · Алексей Казанцев · Виталий Грачёв · Дмитрий Кокорев · Россия | 02:19.87 | Стефано Фиджини · Кевин Закарди · Давид Де Челье · Чезаре Фумарола · Италия    | 02:20.80 |
| Эстафета 4×200 м в ластах   | Макс Пошарт · Ян Малковски · Флориан Критцлер · Мальте Штриглер · Германия | 05:24.67   | Пак Джэ Хо · Ю Гён Хон · Квон Хёк Мин · Юн Ён Джун · Республика Корея        | 05:25.16 | Дмитрий Кокорев · Николай Резников · Евгений Смирнов · Дмитрий Журман · Россия | 05:26.93 |
| 6000 м                      | Давид Де Челье · Италия                                                    | 0:59:05    | Александр Химинес · Колумбия                                                 | 1:01.23  | Роман Малетин · Россия                                                         | 1:01.58  |

### Женщины
| Дисциплина                  | Золото                                                                              | Золото     | Серебро                                                                        | Серебро  | Бронза                                                          | Бронза   |
| --------------------------- | ----------------------------------------------------------------------------------- | ---------- | ------------------------------------------------------------------------------ | -------- | --------------------------------------------------------------- | -------- |
| 50 м в ластах               | Е Сол Янг · Республика Корея                                                        | 17.25      | Ким Гаин · Республика Корея                                                    | 17.71    | Ксения Беломестнова · Эстония                                   | 17.79    |
| 100 м в ластах              | Е Сол Янг · Республика Корея                                                        | 38.96      | Ким Гаин · Республика Корея                                                    | 39.36    | Алёна Ширяева · Россия                                          | 39.68    |
| 200 м в ластах              | Валерия Барановская · Россия                                                        | 1:25.90 WR | Алёна Ширяева · Россия                                                         | 1:30.67  | Сю Ицюань · Китай                                               | 1:33.38  |
| 400 м в ластах              | Сунь Итин · Китай                                                                   | 3:15.17    | Анастасия Антоняк · Украина                                                    | 3:19.39  | Елена Кононова · Россия                                         | 3:20.88  |
| 800 м в ластах              | Сун Итин · Китай                                                                    | 6:49.6     | Надежда Борисова · Россия                                                      | 6:53.9   | Евгения Олейникова · Украина                                    | 7:00.8   |
| 1500 м в ластах             | Сун Итин · Китай                                                                    | 13:06.05   | Надежда Борисова · Россия                                                      | 13:13.08 | Евгения Олейникова · Украина                                    | 13:33.08 |
| 50 м в классических ластах  | Петра Сенански · Венгрия                                                            | 21.36      | Ирина Воднева · Россия                                                         | 22.00    | Ирина Пикинер · Украина                                         | 22.06    |
| 100 м в классических ластах | Петра Сенански · Венгрия                                                            | 46.89 WR   | Ирина Воднева · Россия                                                         | 47.75    | Ирина Пикинер · Украина                                         | 47.92    |
| 200 м в классических ластах | Петра Сенански · Венгрия                                                            | 1:43.51    | Чжан Цзяньхэ · Китай                                                           | 1:46.43  | Кристина Варга · Венгрия                                        | 1:46.71  |
| 50 м ныряние                | Е Сол Янг · Республика Корея                                                        | 15.73      | Ким Гаин · Республика Корея                                                    | 16.25    | Аликс Перес · Колумбия                                          | 16.30    |
| 100 м с аквалангом          | Е Сол Янг · Республика Корея                                                        | 36.32      | Лин Яси · Китай                                                                | 36.37    | Лю Симин · Китай                                                | 36.82    |
| 400 м с аквалангом          | Чен Сицзя · Китай                                                                   | 3:00.05    | Син Пэйяо · Китай                                                              | 3:00.22  | Оксана Ховилова · Россия                                        | 3:03.51  |
| Эстафета 4×100 м            | Алёна Ширяева · Валерия Барановская · Александра Скурлатова · Вера Илюшина · Россия | 2:37.04 WR | Лю Симин · Юань Яци · Шу Чэнцзин · Сю Ицюань · Китай                           | 2:37.56  | Янг Е Сол · Ом Джису · Квон Дасон · Ким Гаин · Республика Корея | 2:39.02  |
| Эстафета 4×200 м            | Вера Илюшина · Елена Кононова · Алёна Ширяева · Валерия Барановская · Россия        | 6:00.03    | Юлия Чумак · Татьяна Красногор · Светлана Жукова · Анастасия Антоняк · Украина | 6:13.21  | Сун Итин · Шэн Тинтин · Чжуань Чжу · Сю Ицюань · Китай          | 6:16.42  |
| 6000 м                      | Надежда Борисова · Россия                                                           | 1:03.21    | Марина Умеренко · Россия                                                       | 1:05.36  | Алёна Оловянишникова · Россия                                   | 1:05.51  |

### Смешанная эстафета
| Дисциплина                  | Золото                                                                                 | Золото  | Серебро                                                                       | Серебро | Бронза                                                                      | Бронза |
| --------------------------- | -------------------------------------------------------------------------------------- | ------- | ----------------------------------------------------------------------------- | ------- | --------------------------------------------------------------------------- | ------ |
| Смешанная эстафета 4×2000 м | Роман Благомир · Татьяна Красногор · Евгения Олейникова · Александр Одиноков · Украина | 1:20.08 | Роман Малетин · Надежда Борисова · Марина Умеренко · Роман Смольский · Россия | 1:21.18 | Давид Де Челье · Загхет Мара · Рикардо Кампала · Сильвия Барончини · Италия | 1:21.4 |